# 罗韦尔基亚拉
罗韦尔基亚拉（義大利語：Roverchiara），是意大利威尼托大区维罗纳省的一个市镇。总面积19.79平方公里，人口2858人，人口密度144.4人/平方公里（2009年）。国家统计（ISTAT）代码为023065。